# Shaw River (vattendrag i Australien, Victoria)
Shaw River är ett vattendrag i Australien. Det ligger i delstaten Victoria, omkring 260 kilometer väster om delstatshuvudstaden Melbourne. Shaw River ligger vid sjön Lake Yambuk.
Trakten runt Shaw River består till största delen av jordbruksmark. Runt Shaw River är det mycket glesbefolkat, med 7 invånare per kvadratkilometer. Genomsnittlig årsnederbörd är 931 millimeter. Den regnigaste månaden är juni, med i genomsnitt 129 mm nederbörd, och den torraste är februari, med 22 mm nederbörd.